# Аутомат Томпсон
Томпсон је амерички аутомат у калибру 11.43x23 mm (.45 ACP), који је развио генерал Џон Т. Томпсон непосредно након Првог светског рата. Првобитно су га користили криминалци, а након тога улази и у наоружање Америчке војске.
Коришћен је у свим сукобима од 1920-их па до данас, а током вишедеценијске употребе, аутомат Томпсон је стекао статус легенде.

## Развој
Рововски рат какав је вођен током Првог светског рата подстакао је конструисање уникатних оружја, која касније постају уобичајена на бојиштима широм света: ручне бомбе, бацачи пламена, лаки минобацачи, аутомати и пушкомитраљези.
Немачка је била пионир у развоју аутомата, са првом практичном конструкцијом аутомата. Аутомат је на немачком „ “, што дословно значи „машински пиштољ”, а званична ознака првог немачког аутомата је била 9 mm Bergman MP18/1. Немци су током битке за Верден 1916. године брзо схватили да су пушке репетирке имале велика ограничења у борби у рововима. Биле су предуге, гломазне за ношење, мале брзине гађања и преснажне за борбу у рововима, где је даљина до циља ретко прелазила 100 метара, тако да је пушка са теоријском даљином гађања од преко 2.000 m била потпуно непотребна. Оружје кратког домета, са могућношћу аутоматске паљбе са великим капацитетом оквира било је и више него потребно, тако да је развој Бергмана постао пример у конструисању аутомата.
У периоду од краја 1916. године до 1918. године произведено је око 30.000 примерака овог аутомата и често је копиран у другим земљама. МП18 је патио од неколико недостатака, од којих је главни проблем била употреба непоузданог „малог добоша“, који је ускоро замењен једноставним кутијастим оквиром. У глобалу, Бергманов аутомат је био сјајно оружје. Термин „аутомат“ је потекао из употребе метка мањег калибра од пушчаног метка, генерално пиштољског метка, и чињеници да је био способан да оствари потпуно аутоматску ватру.
Савезници су били свесни потребе да унапреде оружје за борбу у рововима, али британски војни врх није имао довољно поверења да би наоружао своју војску личним аутоматским оружјем. Британски војни врх је имао становиште да би „Томпсон” испалио сву муницију за кратко време, након чега би војник остао на бојишту беспомоћан. Као додатак, у време рата, мали број држава је био спреман да уведе већи обим нове технологије у ратну привреду, која је већ била и више него напрегнута производњом ратног материјала.
Иронично, Француз који се бавио производњом застарелог оружја са слабим карактеристикама, увео је концепт повећане ватрене моћи војника- појединца увођењем заиста ужасног лаког митраљеза Chauchat, и нешто ефикаснијег „Fusil Mitrailleur Mle 1917”„”, петометном полуаутоматском пушком која је функционисало на принципу позајмице барутних гасова. Ниједно од њих није било ни компактно нити лако, али је основни концепт на коме су се заснивали у пружању веће ватрене моћи појединцу био најбитнији у целој причи.
САД које су ушле у рат 1917. године такође су невољно прихватале нове технологије. Американци су пушку M1903 Спрингфилд сматрали најбољом војничком пушком, а добар део војника је био наоружан и полуаутоматским пиштољима Колт М1911, једним од најбољих икада произведених пиштоља. Ипак, извештаји који су долазили у команду америчких оружаних снага почели су да указују да док се Колт показао као одлично оружје за борбу у рововима, а да се пушка Спрингфилд показала добро само на већим даљинама.
То су биле лоше вести за бригадног генерала Џона Т. Томпсона, који се до 1914. године налазио на месту Начелника за стрељачко наоружање у одсеку техничке службе команде КоВ, одакле је снажно подржао развој и увођење у наоружање пушке Спрингфилд.
Са избијањем рата, Томпсон је напустио војску, како би постао начелник одељења конструктора у компанији Ремингтон.
Можда је битнија информација из његове биографије да је 1916. године заједно са сином, потпуковником Мерселијусом Х. Томпсоном основао компанију за конструисање и производњу наоружања под именом Auto-Ordnance Corporation. Финансијску подршку за оснивање компаније добио је од Томаса Рајана, финансијера ирског порекла који је богатство стекао захваљујући повластицама за снабдевање компаније New York Metropolitan Traction Company трамвајима, као и у пословима организовања већег дела Америчке дуванске компаније. Рајан је од раније био заинтересован за послове са оружјем и заинтригирала га је Томпсонова идеја о конструисању аутоматске пушке, тако да је дао значајна средства за оснивање нове компаније.
Џон Томпсон, који се вратио у војску – на стару позицију, 1917. године – добио је у надлежност снабдевање копнене војске стрељачким наоружањем. Недостаци стандардне војничке пушке су га се посебно тицали, обзиром да је имао у глави пројекат аутомата. У свим приликама је рекламирао надолазећи производ своје компаније, призивајући ново оружје за америчке војнике:
Нашим момцима у пешадији, сада у рововима потребан је мали митраљез, који ће испалити 50 до 100 метака, тако лак да може пузити с њим из рова у ров, и да може са њим збрисати читаву чету непријатеља једном руком. Рововску метлу. Најближи томе је француска аутоматска пушка Шоша mm али је претешка и нема довољан капацитет магацина и слабе је конструкције. Желим мали митраљез који можете држати у рукама, да гађате са кука, да га пуните у мраку. И мора да користи муницију коју већ имамо... и желим га одмах. Сада треба доћи до њега. Трошак није битан!
Томпсон је у развоју новог оружја потпомогнут напорима неколико талентованих конструктора. Први је међу њима био капетан Џон Н. Блиш, поморац, математичар и физичар који је открио важна својства одређених метала повезана са адхезијом која су била применљива у конструкцији механизама за забрављивање цеви. За развој лаког аутомата, његова открића су имала велики потенцијал. Томпсон је био срећан што је унајмио веома способног конструктора Теодора Х. Еикопфа, који је требало да постане старији инжињер у новоотвореној компанији Auto-Ordnance. Еикопф је имао велико искуство у конструисању оружја, радећи у техничкој служби пре рата, где је у једном тренутку радио на испитивању постојећег аутоматског оружја које је развијано широм света. Ту се уверио да најбољи калибри који су на располагању нису пушчани меци који су тада били у најширој примени, већ већи, тежег зрна са мањом енергијом. Такви меци су производили мањи притисак на механизме оружја, било је лакше руковање оружјем при рафалној паљби, а компактне димензије су омогућавале да оружје буде мање и лакше. На блиским одстојањима, та зрна су имала и више него довољну зауставну моћ.
Томпсонова компанија Аuto-Ordnance је 1917. године произвео прототип аутоматске пушке, користећи принцип Блишовог система забрављивања цеви. Била је по изгледу слична пушци Pattern 1917 и користила је метак .30-06 (7.62x63). Иако је почетна идеја била добра, механизам није био јер је пушка имала тенденцију да испали метак пре него што се затварач нађе у забрављеном положају. Током једног од тестова дошло је до експлозије пушке на столу за опитовања, тако да је Оскар Пајн добио задатак да изнађе решење за отклањање техничких проблема на пушци. Он и Теодор Екопф су постали убијеђени да проблем потиче од употребе метка .30-06 који није подесан за оружја која користе фрикциони затварач, тако да су модификовали механизам затварача. Цео тим конструктора се сложио са Еикопфовим мишљењем да је за правилно функционисање оружја потребно заменити метак .30-06 неким слабијим. И Паин и Еикопф су схватили да поред својих одличних балистичких карактеристика, кратки метак .45 ACP (11.43x23) поседује најбоље карактеристике за употребу у аутоматском оружју. На њихову сугестију, Томпсон се сложио да измене конструкцију пушке, тако да је „Persuader“ септембра 1917. године угледао светлост дана. Ово оружје је имало малу сличност са каснијим Томпсоном. Показало се као апсолутно непоуздано оружје, заглављујући послије свега 2 до 3 испаљена метка. Постојало је неколико разлога за овакво понашање оружја, од којих је главни био непоуздани систем храњења оружја редеником. Паин је касније забележио да је "реденик био непрактичан те је стога избачен. Димензије делова смо држали на апсолутном минимуму сигурности, тако да смо аутомат направили што мање масе. на крају смо дошли до закључка да се делови аутомата толико лаки а њихово покретање пребрзо тако да долази и до заглављивања. Одлучили смо да обришемо таблу и кренемо изнова."
Први финални прототип је направљен 1919 године и добија ознаку М1919. Ова верзија се по конструкцији и изгледу драстично разликовала од свих претходних прототипова, а коначно је постигнута и жељена поузданост и технички захтеви.

## Употреба
Прва велика наруџбина је стигла од потпуно неочекиваног наручиоца: америчке поште. Пошта је након серије бруталних пљачки наручила 200 аутомата М1921А како би обезбедили сигурност поштанских вагона. Ови аутомати су у ствари испоручени америчким маринцима који су били задужени за обезбеђење поштанских возова. Маринцима се оружје свидело, тако да су 1927. извршили одређене тестове. Иако заинтересовани, Марински корпус Сједињених Држава је затражио да се редукује брзина гађања, тако да је Оскар Паин добио тај задатак. Паин је ово одрадио на типично једноставан начин, додавањем масе запињача и смањењем јачине повратне опруге. Тиме је брзина гађања пала на прихватљивијих 600 мет/мин. У складу са овим модификацијама, „поштански“ Томпсони су модификовани, а преко ознаке М1921 утиснута је ознака М1928.
Аутомат М1928 је званично представљен 1. јануара 1928. године. На левој страни сандука му је утиснуто „U.S. Navy“. На полигону за тестирања у Мериленду испитано је 12 Томпсона модела М1928. Показали су се као врло поуздано оружје. Једина замерка се односила на то да када се гађа обележавајућом муницијом долази до ранијег одбрављивања цеви, тако да барутни гасови завршавају у очима стрелца.
Као резултат ових тестирања, америчка морнарица је 14. марта 1932. године наручила 1.500 аутомата. Овај датум се узима као датум почетка војне каријере Томпсона.

### Други светски рат
Када је септембра 1939. године избио Други светски рат, нико из владе Невила Чемберлена није имао идеју какви ће се грозни догађаји ускоро одвијати. Период лажног рата је послужио за прикупљање снага, наоружања и муниције, као и за потписивање уговора за набавку нових количина. У наоружању британских јединица преовладавали су Пушкомитраљез Брен и пушка Ли-Енфилд, док аутомата није било. Заборављајући раније извештаје настале након тестирања Томпсона, када је између осталог назван „оружјем америчких гангстера“, одбор за наоружање је захтевао од владе да одобри набавку што је могуће већег контингента аутомата Томпсон из Америке. Са доласком Винстона Черчила на место премијера, ствари су кренуле да се одвијају мало брже. Черчил, бивши војник и заљубљеник у оружје, био је уверен да је Томпсон добро оружје па је одмах одобрио набавку аутомата М1928, тако да је фебруара 1940. године британска комисија за набавке, смештена у Њујорку положила наруџбину.
Прва испорука бројала је 450 аутомата, док наредне поруџбине нису тачно одређивале количину, Британији су били потребни сви аутомати до којих је могла доћи. Инспектори за наоружање су послати из Британије како би проверили сваки комад наоружања и отиснули жиг на њега. Цена аутомата је износила $225 по комаду, са завршном обрадом брунирањем, кундаком и рукохватима од ораховине, два „L“ добоша, четири оквира, ремником, 1000 метака и прибором за чишћење. Прве јединице које је требало да буду наоружане Томпсонима нису биле регуларне јединице британских оружаних снага, већ тајне специјалне јединице Домовинске гарде, мале формације састављене од професионалних војника и цивила са претходним војним искуством, који би требало да постану језгро британског покрета отпора који би се формирао у случају немачке инвазије на британска острва. Они су имали приступ специјално конструисаним подземним бункерима изграђеним широм земље, у којима су били смештени оружје, муниција, храна и средства везе. У регуларне јединице војске Томпсон улази почетком 1941. године, и то у специјалне јединице. За наоружавањем Томпсонима одређене су специјалне јединице јер су дефинитивно имале потребе за компактним оружјем велике брзине гађања, са снажним метком.
Укупне потребе Британаца за Томпсонима попеле су се на цифру од невероватних 514.000 комада. Услед напада њемачких подморница на конвоје, у Британију је до априла 1942. године стигло свега 100.000 од укупне количине наручених аутомата.
Међутим, паничне мере за проналажење алтернативе скупом Томпсону су дале резултата у Лето 1941. године, када је произведен Аутомат Стен. За разлику од фино обрађеног и квалитетног Томпсона, Стен је био произвођен од стране невјештих радника и од мање квалитетних делова како би се поједноставила и појефтинила производња. Аутомат Стен је у оно време по комаду коштао свега £ 2,50 (односно око 10 америчких долара), драстично мање неголи Томпсон М1928.
Краљевина Југославија је крајем 1930-их трагала за аутоматом којим ће опремити своју војску. Коначно је откупила лиценцу за чехословачки ZK-383 али пре почетка производње, суочена са недостатком аутоматског оружја, одлучује да набави аутомате Томпсон за своје елитне падобранске снаге. Првих 100 примерака модела М1928А1 је наручено крајем 1940 али су стигле тек априла 1941 када су их још неотпаковане заробили Немци и касније поделили Љотићевцима, квислиншкој издајничкој формацији Димитрија Љотића.
Током Другог светског рата припадници Југословенске војске у Отаџбини су аутомате Томпсон у разним верзијама добијали од савезника, а било је и случајева када су их добијали од младића који пребегну из СДК и СДС. Испоручени аутомати су били углавном југословенско власништво, односно аутомати које је купила Краљевина Југославија чије ознаке су и носили. Томпсони су у првој половини рата били својствени искључиво Четницима који су их изузетно добро оценили. Аутомат Томпсон је био бољи од немачког MP-40 и британског Стена али је заостајао у односу на италијанску Берету 38 која је сматрана најбољим аутоматом на свету. Остала је забележена једна четничка песма из Босне:
| „ | Мом Томсону име му је Брно, Независну завија у црно. | ” |

У другој фази рата, Томпсоне добијају и партизани. Аутомати Томпсон су коришћени на свим фронтовима Другог светског рата где су стекли статус легенде. Американци су током рата увели поједностављену верзију М1 како би појефтинили и олакшали производњу. Совјетски Савез је добио 135.000 аутомата Томпсон као вид војне помоћи. Код њих је овај аутомат постао статусни симбол јер су руски војници ценили западну опрему као квалитетнију.
Томпсон се користио и након рата у многим сукобима широм света. ЈНА је након 1948 примила више хиљада аутомата Томпсон М1 које су користили граничари, војна полиција и јединице полиције. Почетком 1990-их је највећа количина ових аутомата завршила код припадника Српске војске Крајине и ВРС док су мању количину користиле и друге зараћене стране.

## Корисници
- САД
- Аустралија
- Белгија
- Бразил
- Британска Индија
- Канада
- Колумбија
- Доминиканска Република
- Француска
- Египат
- Краљевина Грчка
- Краљевина Југославија
- Индонезија
- Холандија
- Северни Вијетнам
- Совјетски Савез
- СФРЈ
- Турска
- Република Српска
- Република Српска Крајина